# Ctenophthalmus allousei
Ctenophthalmus allousei är en loppart som beskrevs av Hubbard 1956. Ctenophthalmus allousei ingår i släktet Ctenophthalmus och familjen mullvadsloppor. Inga underarter finns listade i Catalogue of Life.